# Хаккярі (вілаєт)
Вілаєт Хаккярі  — адміністративно-територіальна одиниця Османської імперії, що була утворена 1876 року з частини Ерзурумського вілаєту. Проіснував 12 років, після чого доєднано до вілаєту Ван.

## Історія
хаккярі з часів розпаду держави Хулагуїдів було невеличким курдським володінням, що розташовувалося на південь від озера Ван. Його правителі в різні часи носили титули беїв, ханів або емірів. У середині XVI ст. хаккярі добровільно підпорядкувалося Османській імперії. Хаккярі отримало статус автономного володіння (хюккюмету). В подальшому війська Хаккярі брали участь у війнах з Персією, захищаючи османський кордон між озерами Ван та Урмія. У 1842 році відбулася різанина курдами ассирійців, що підтримували центральну владу. У 1847 році увійшов до складу еялету Курдистан.
З просуванням Російської імперії на Кавказі та послабленням влади османських султанів у цьому регіоні розпочалося зміцнення турецької влади на курдських землях. В рамках реформ Танзімату у 1864 році Хаккярі виокремлено з Курдистану та перетворено на санджак у складі Ерзурумського вілаєту. У 1876 році Хаккярі отримало статус вілаєту. Це було зроблено напередодні війни з Російською імперією з метою покращати управління та зміцнити владу османського султана на цих землях з огляду на пробудження курдської самосвідомості. Адміністративним центром стало місто Хаккярі.
Після закінчення 1878 року війни з Росією посилилася турецька присутність у вілаєті. Але курди намагалися зберегти свою самостійність, дедалі більше виступаючи проти свавілля центрального уряду. Зрештою у 1888 році Хаккярі знову стає санджаком, тепер у складі Ванського вілаєту.

## Структура
Вілаєт складався з 6 санджаків: Хаккярі, Шемдінлі, Юксекова, Бейтюшшебап, Улудере. У 1888 році санджаки перетворено на кази.

## Населення
Відомості перепису невідомі. Основу становили курди. Значними також були громади туркіВ, туркоманів, єзидів, вірмен та ассирійців.